# Ning'er
Ning'er (en chino, 宁洱; pinyin, Níng'ěr) es un condado autónomo bajo la administración directa de la ciudad-prefectura de Pu'er. Se ubica al sur de la provincia de Yunnan, sur de la República Popular China. Su área es de 3666 km² y su población total para 2020 superó los 160 mil habitantes. 

## Toponimia
El condado se llamaba anteriormente Pu'er. Cuando Simao cambió su nombre a Pu'er en 2007, el nombre del condado se cambió a Ning'er para diferenciarlo. Ning significa estabilidad o tranquilidad.
Como las otras regiones autónomas, se caracteriza por estar asociada a un grupo étnico minoritario, en este caso, los Hani y los Yi. La región recibió la condición de "autónomo" cuando se estableció el "condado autónomo hani y yi de Ning'er" el 8 de abril de 2007.

## Administración
El condado autónomo de Ning'er se divide en 9 pueblos que se administran en 6 poblados y 3 villas.